# Liste der Monuments historiques in Saint-Hippolyte (Doubs)
Die Liste der Monuments historiques in Saint-Hippolyte führt die Monuments historiques in der französischen Gemeinde Saint-Hippolyte auf.

## Liste der Immobilien
| Bezeichnung             | Beschreibung                                                                                         | Standort                  | Kennzeichnung | Schutzstatus | Datum | Bild           |
| ----------------------- | --- | ------------------------- | ------------- | ------------ | ----- | -------------- |
| Ursulinenkloster        | 1700 erbaut, nach der Französischen Revolution für Behörden genutzt; mit Teilen der Innenausstattung | Rue Sainte-Ursanne (Lage) | PA00101720    | Inscrit      | 1987  | weitere Bilder |
| Kirche Notre-Dame       | ab dem 14. Jahrhundert                                                                               | Place du Chapitre (Lage)  | PA00101721    | Inscrit      | 1979  | weitere Bilder |
| Wohn- und Geschäftshaus | aus der zweiten Hälfte des 16. Jahrhunderts                                                          | 12 Grande Rue (Lage)      | PA00101722    | Inscrit      | 1979  | weitere Bilder |

## Liste der Objekte
| Bezeichnung                                        | Beschreibung                     | Standort                                 | Kennzeichnung | Schutzstatus | Datum | Bild |
| -------------------------------------------------- | -------------------------------- | ---------------------------------------- | ------------- | ------------ | ----- | ---- |
| Adlerpult                                          | Holz, vergoldet, 17. Jahrhundert | in der Kirche Notre-Dame (Lage)          | PM25001312    | Classé       | 1928  |      |
| Grabstein für Claude du Tartre und Jeanne Merceret | Stein, bezeichnet 1557           | in der Kirche Notre-Dame (Lage)          | PM25001311    | Classé       | 1928  |      |
| Glocke                                             | Bronze, 1729 gegossen            | in der Kapelle Notre-Dame-du-Mont (Lage) | PM25001313    | Classé       | 1942  |      |